# Дулык, Евгений Николаевич
Евгений Николаевич Дулык (21 июля 1954, Львов, Украинская ССР, СССР) — советский футболист и российский тренер. Мастер спорта (1978).
Наиболее известен по выступлениям за московский ЦСКА в составе которого, в общей сложности, провёл 153 матча и забил один гол. Долгое время работал в спортивной школе ЦСКА, среди его воспитанников Игорь Семшов.

## Биография
Карьеру футболиста начинал в родном Львове, затем выступал за команды Группы советских войск в Германии. В 1977 году был приглашён в московский ЦСКА, где довольно быстро стал одним из основных защитников команды. 23 апреля 1978 года, в матче против ереванского «Арарата», забил свой единственный гол в карьере. В 1982 году перешёл в львовский СКА, где провёл два сезона.
Заканчивал карьеру в команде ЦГВ в Чехословакии.
Долгое время работал в структуре ЦСКА, сначала тренером, а потом директором армейской ДЮСШ.
Жена:Дулык Любовь Дмитриевна
Дети:Дулык Сергей Евгеньевич, Кузьменко Наталья Евгеньевна